# Protoblepharon rosenblatti
Protoblepharon rosenblatti är en fiskart som beskrevs av Baldwin, Johnson och Paxton, 1997. Protoblepharon rosenblatti ingår i släktet Protoblepharon och familjen Anomalopidae. Inga underarter finns listade i Catalogue of Life.